# Flexigurança
Flexigurança (contração das palavras flexibilidade e segurança), ou flexissegurança, ou flexurança, é um modelo de Estado-providência que promove uma política pro-activa no mercado laboral.
É uma combinação de duas características, por um lado a fácil contratação e despedimento por parte das empresas, e por outro lado maiores benefícios para os desempregados como maiores períodos de subsídio, formação e apoio na procura de emprego.
Foi primeiramente aplicado na Dinamarca pelo Primeiro Ministro Poul Nyrup Rasmussen nos anos 1990. Na Dinamarca o desemprego caiu de 12% para 4,4% em dez anos, julga-se em parte motivado pela flexisegurança.
Em Portugal discutem-se os impactos e as virtudes da possível introdução deste modelo. Existem dúvidas de que uma aumento de eficiência das empresas e do consequente aumento da actividade empresarial possa não compensar a perda de empregos e a degradação salarial. 
O debate sobre flexigurança é ainda incipiente no Brasil. Mas as câmaras de comércio iniciam o debate para divulgação do assunto.